# 柴田隆一
柴田 隆一（しばた りゅういち、1983年12月14日 - ）は、日本の競泳選手。

## 経歴
両親は自衛官で、熊本県にある母親の実家で生まれた。生まれてすぐに沖縄県豊見城市に引越し、3、4歳でぜんそくを治すために水泳を始め、小学校5年の頃にバタフライを専門にするようになった、小学校6年から福岡県大野城市に移り、大野城市立平野中学校に通った。3学年年下の春口沙緒里の省エネ泳法を習得し、中学校3年の時、ジュニアオリンピックで初優勝を果たした。
中学卒業後、東京都の日本大学豊山高等学校に進学、高校総体の100mバタフライ、200mバタフライでも優勝している。
日本大学在学中の2005年にインカレで優勝している。またこの年の世界水泳選手権の200mバタフライでは予選で全体トップの1分56秒60を出し、準決勝では1分57秒36の8位で決勝に進出した、決勝では5位タイとなった。
2006年パンパシフィック水泳選手権でマイケル・フェルプスに次ぐ2位となった。
2007年3月の世界水泳選手権のバタフライでは5位となった。同年8月のインターナショナル・スイム・ミート2007の200mバタフライでは2位となった。
2008年4月の日本選手権水泳競技大会の200mバタフライで山本貴司、松田丈志を破り日本代表に選ばれた。オリンピックでは準決勝で敗退、13位となった。